# Act of Accord
Act of Accord blev vedtaget af Det engelske parlament den 25. oktober 1460, tre uger efter Richard, hertug af York, var gået ind i rådskammeret og havde lagt sin hånd på den tomme trone. I henhold til loven skulle kong Henrik 6. af England beholde kronen resten af sit liv, men York og hans arvinger skulle efterfølge ham, hvorved Henriks søn, Edvard af Westminster, blev forbigået. Henrik blev tvunget til at acceptere loven.
Loven gjorde langt fra en afslutning på Rosekrigene. Den splittede kongeriget yderligere, da den var uacceptabel for dronningen, Margrete af Anjou, der havde set sin søn blive gjort arveløs, og samlede omkring sig en stor skare Huset Lancasters støtter. Ikke lang tid efter besejrede Lancasters styrker Richard, hertug af York, og dræbte ham i december 1460 (selvom loven havde gjort det til højforræderi at dræbe ham), men de blev igen besejret i foråret 1461 af Yorks søn Edvard, som derefter blev konge.
I det samme parlament (den 31. oktober) blev York gjort til fyrste af Wales og jarl af Chester, hertug af Cornwall og Lord Protector of England. 

## Yderligere læsning
- Britain Express: The Act of Accord
- Den fulde lovtekst fra Davies, John S., An English Chronicle of the Reigns of Richard II, Henry IV, Henry V og Henry VI, folios 208-211 (fra Googlebooks, hentet 15. august 2012)
- Warwick Kingmaker, Hicks, Michael; Oxford 1998